# Émetteur de Zehlendorf

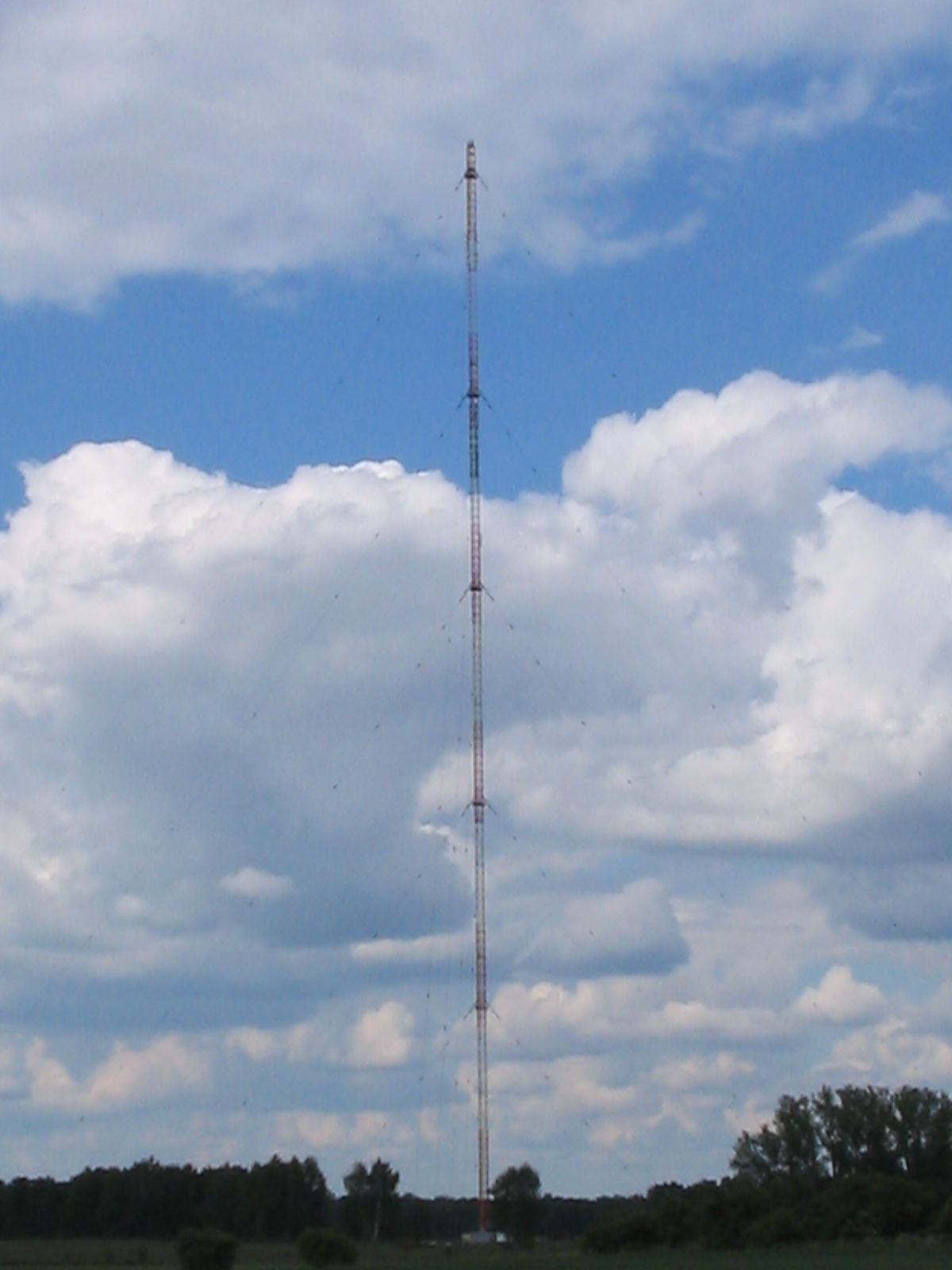
Émetteur de Zehlendorf

L'émetteur de Zehlendorf est une installation de transmission importante de grandes ondes et de ondes moyennes à Zehlendorf en Allemagne, près d'Oranienburg, à quelques kilomètres au nord de Berlin. L'émetteur le plus important est un émetteur de grandes ondes sur 177 kilohertz avec une puissance de 500 kilowatts.

## Description
Les antennes sont fixées sur un mât de 359.7 mètres (qui a remplacé le mât heurté après la collision d'un MIG 21 le 18 mai 1978) avec une antenne sous la forme d'un triangle accroché sur trois mâts de 150 mètres de haut pour les ondes moyennes.
L'arrêt de la diffusion sur cette fréquence a été effective le 31 décembre 2014.